# Petar Radaković
Petar Radaković (Fiume, 22 de fevereiro de 1937 - 1 de novembro de 1966) foi um futebolista iugoslavo que atuava como meia.

## Carreira
Petar Radaković fez parte do elenco da Seleção Iugoslava na Copa do Mundo de 1962.

## Títulos
- Segunda Divisão da Iuguslávia: 1957-58